# Elsterberg
Elsterberg – miasto w Niemczech, w kraju związkowym Saksonia, w okręgu administracyjnym Chemnitz, w powiecie Vogtland.

## Współpraca
Miejscowość partnerska:
- Uettingen, Bawaria (kontakty utrzymuje dzielnica Coschütz)